# Oberbayern (Mallorca)

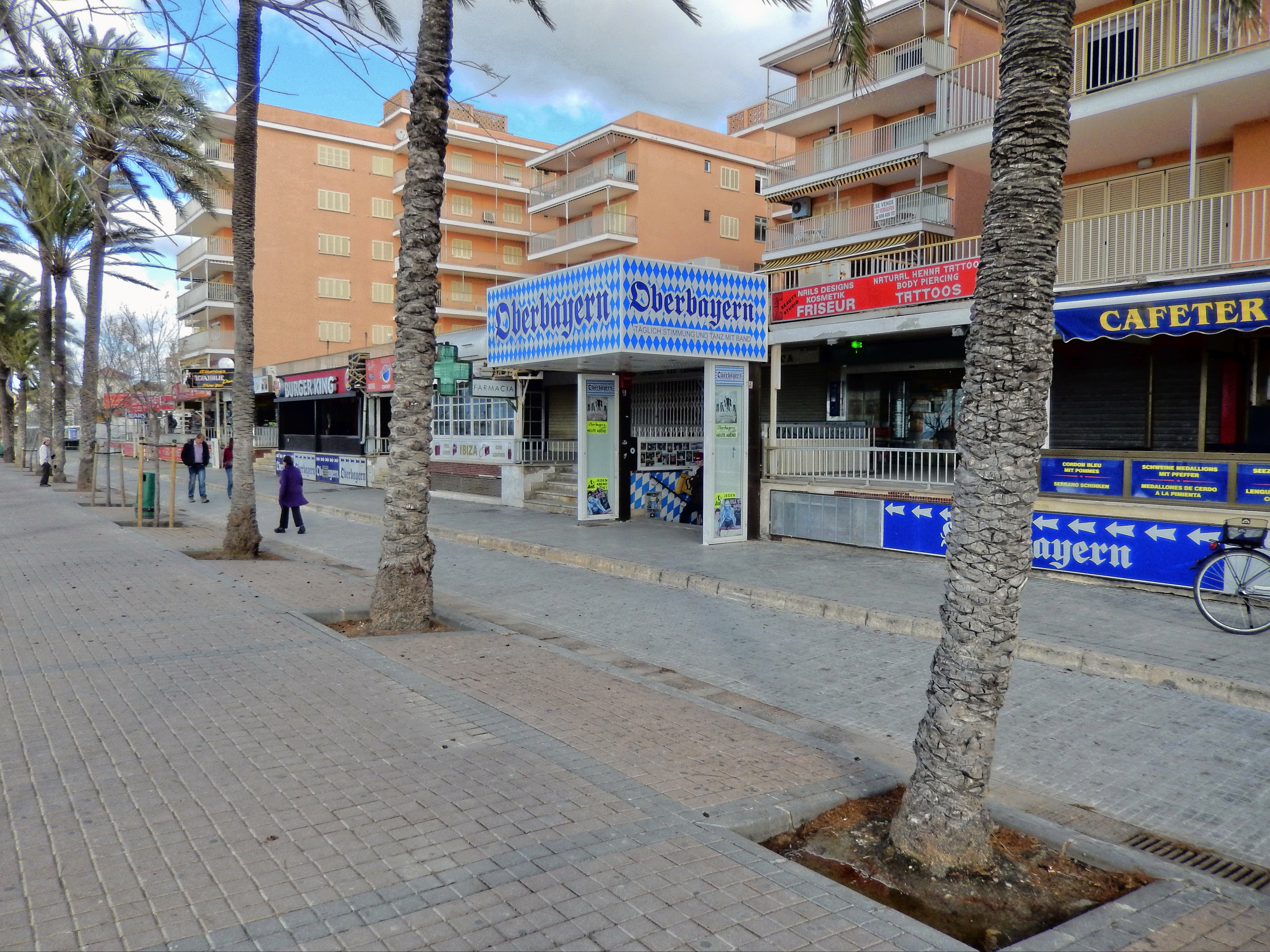

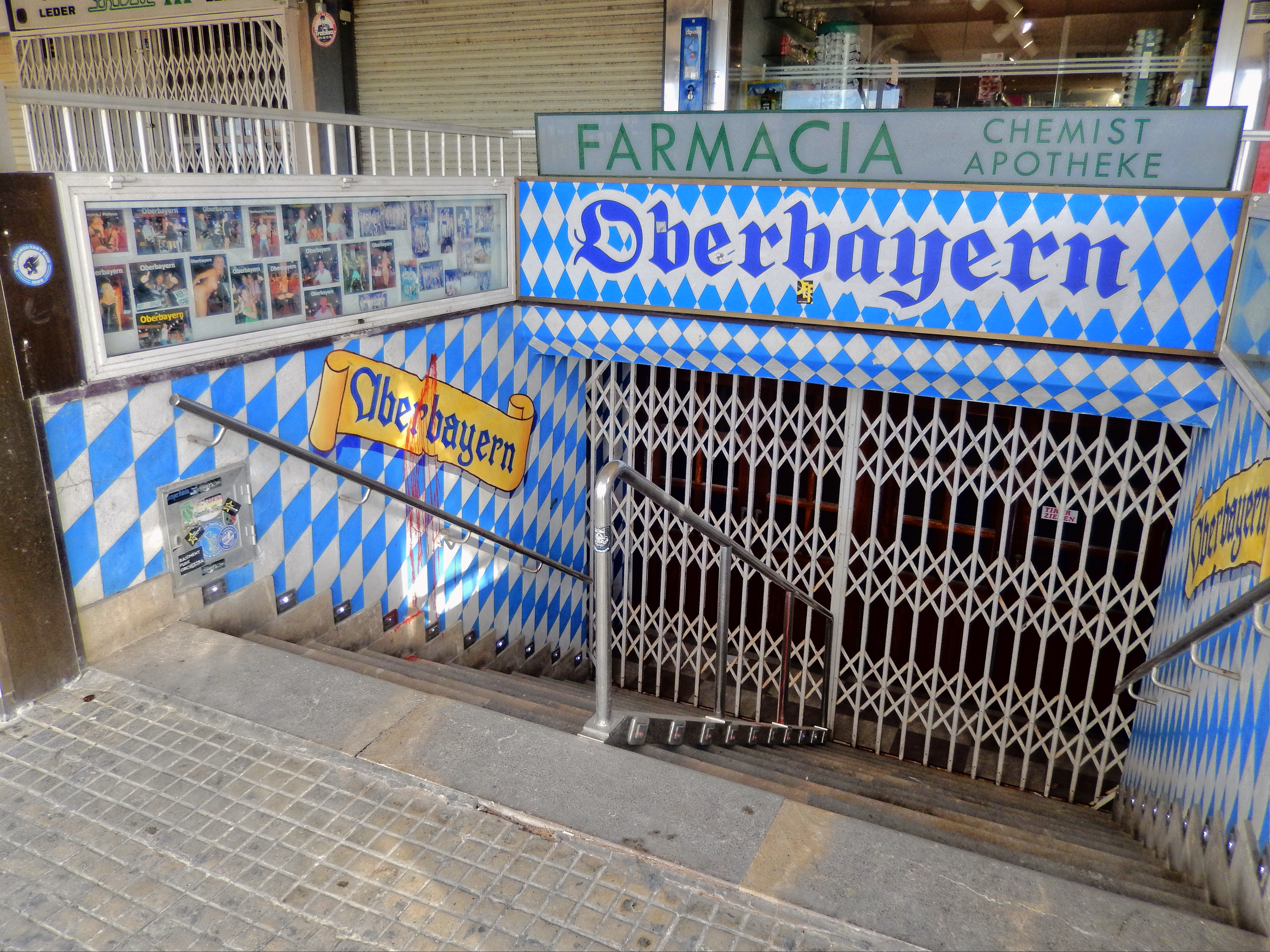
Eingang

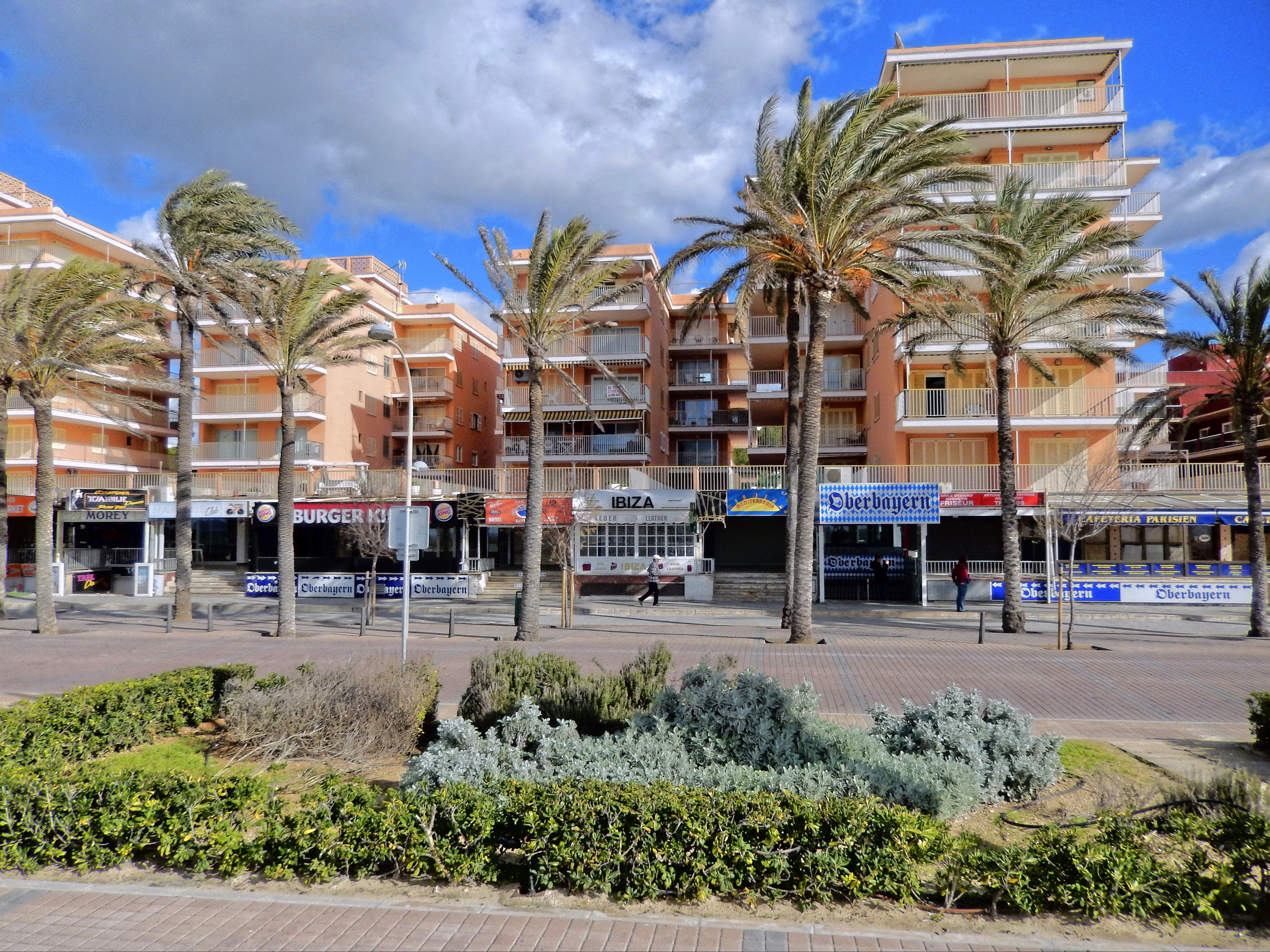
Umfeld

Das Oberbayern ist eine Diskothek für Partyschlager an der Strandpromenade der Platja de Palma in Las Maravillas, einem Stadtteil von Palma.
Die Diskothek wurde ca. 1968 eröffnet und bietet im Verbund mit den Discotheken Regine’s und Bolero auf 2000 m² vor allem Partys für deutsche Touristen an. Täglich gibt es bis zu sechs Live-Auftritte von Stimmungssängern. Künstler, die im Oberbayern auftraten, waren unter anderem Peter Wackel, Oli P, Mia Julia, Matthias Reim, Jürgen Drews und mehr. Von November bis April ist das Oberbayern geschlossen.
Der Gastronomiebetrieb befindet sich im Keller eines größeren Gebäudekomplexes. Angeschlossen ist das Tanzlokal Bolero, in dem Schlager und Discofox für oft ältere Tanzpaare gespielt werden. Ein weiterer Club ist das Regine’s, wo für jüngere Leute Chart- und Electro-Musik aufgelegt wird.
Um Werbung für den Club zu betreiben, zog tagsüber eine Gruppe von Männern in Trachtenlederhosen, weiß-blau rautierten Hemden und sogenannten „Seppelhüten“ durch die Strände und Straßen und skandiert Parolen für das Oberbayern. Dies wurde Mitte der 2010er Jahre vom Rathaus Palma untersagt.
Das Oberbayern gehört zu den bekanntesten Diskotheken der Urlaubsinsel Mallorca und findet in verschiedenen deutschen Reiseführern Erwähnung. Dort wird es unter anderem als „berühmt-berüchtigt“ oder auch als „Kult-Disco“ bezeichnet.
Im Februar 2015 erhielt die Diskothek mediale Aufmerksamkeit, als der Besitzer Miguel Pascual Bibilone wegen Korruptionsvorwürfen verhaftet wurde. Die Festnahme von Miguel Pascual Bibilone, dem u. a. auch der Bierkönig (von 2003 bis 2015) und einige Tabledance-Läden gehören, fand im Rahmen der gegen die Hells Angels laufenden „Operation Casablanca“ statt.